# Sicyos villosus
Sicyos villosus är en gurkväxtart som beskrevs av Joseph Dalton Hooker. Sicyos villosus ingår i släktet hårgurkor, och familjen gurkväxter. Inga underarter finns listade i Catalogue of Life.